# フェニックス・ピクチャーズ
フェニックス・ピクチャーズ（Phoenix Pictures）は、1995年にマイク・メダヴォイとアーノルド・メッサーアメリカの独立した製造会社。彼女はラリー・フリント（The People vs. Larry Flynt）、シン・レッド・ライン（The Thin Red Line）、ゾディアック（Zodiac）、シャッター アイランド（Shutter Island）、ブラック・スワン（Black Swan）において、次のような映画の製作で最もよく知られている。

## 作品（選択）

### 映画
- 1996 マンハッタン・ラプソディ The Mirror Has Two Faces
- 1996 ラリー・フリント The People vs. Larry Flynt
- 1997 Uターン U Turn
- 1997 輝きの海 Swept from the Sea
- 1998 ルール Urban Legend
- 1998 ゴールデンボーイ Apt Pupil
- 1998 シン・レッド・ライン The Thin Red Line
- 1999 U.M.A レイク・プラシッド Lake Placid
- 2000 ルール2 Urban Legends: Final Cut
- 2000 シックス・デイ The 6th Day
- 2003 閉ざされた森 Basic
- 2003 穴/HOLES Holes
- 2005 ステルス Stealth
- 2006 オール・ザ・キングスメン All The King's Men
- 2007 ゾディアック Zodiac
- 2007 ミス・ポター Miss Potter
- 2007 レジェンド・オブ・ウォーリアー 反逆の勇者 Pathfinder
- 2007 ライセンス・トゥ・ウェディング License to Wed
- 2010 シャッター アイランド Shutter Island
- 2010 ブラック・スワン Black Swan
- 2012 恋愛だけじゃダメかしら? What to Expect When You're Expecting

### テレビ
- 2018–2020 オルタード・カーボン Altered Carbon